# ماشه مرده (فیلم)
ماشه مرده یا ماشه مرگ (به انگلیسی: Dead Trigger) یک فیلم علمی تخیلی، اکشن و ترسناک آمریکایی محصول سال ۲۰۱۷ به کارگردانی مایک کاف و اسکات ویندهاوزر است. این فیلم بر اساس یک بازی موبایلی به همین نام ماشه مرده ساخته شده‌است. در این فیلم دولف لاندگرن، آتم ریسر، بروک جانستون، کریس گالیا، رومئو میلر و آیزیا واشینگتن به ایفای نقش پرداخته‌اند.
این فیلم در اکران محدودی داشت و از طریق ویدئو به‌درخواست در ایالات متحده در تاریخ ۳ می ۲۰۱۹ توسط صبان فیلمز منتشر شد.

## داستان
پس از ناکامی در جلوگیری از ویروسی که مردم را به زامبی‌های تشنه به خون تبدیل می‌کند، دولت یک بازی ویدیویی ایجاد می‌کند تا بااستعدادترین بازیکنان را برای مبارزه با انبوهی از زندگی واقعی استخدام کند. به رهبری کاپیتان کایل واکر، (لاندگرن) این تیم باید از طریق ارتشی از مردگان برای یافتن گروهی از دانشمندان که ممکن است درمانی برای ویروس ایجاد کرده باشند، بجنگند.